# Мала Чорна
Мала Чо́рна (рос. Малая Чёрная) — присілок у складі Дмитровського міського округу Московської області, Росія.
До присілка були приєднані селища Станції Білий Раст та Підстанція 750 кв.

## Населення
Населення — 186 осіб (2010; 153 у 2002).
Національний склад (станом на 2002 рік):
- росіяни — 95 %